# ゴング

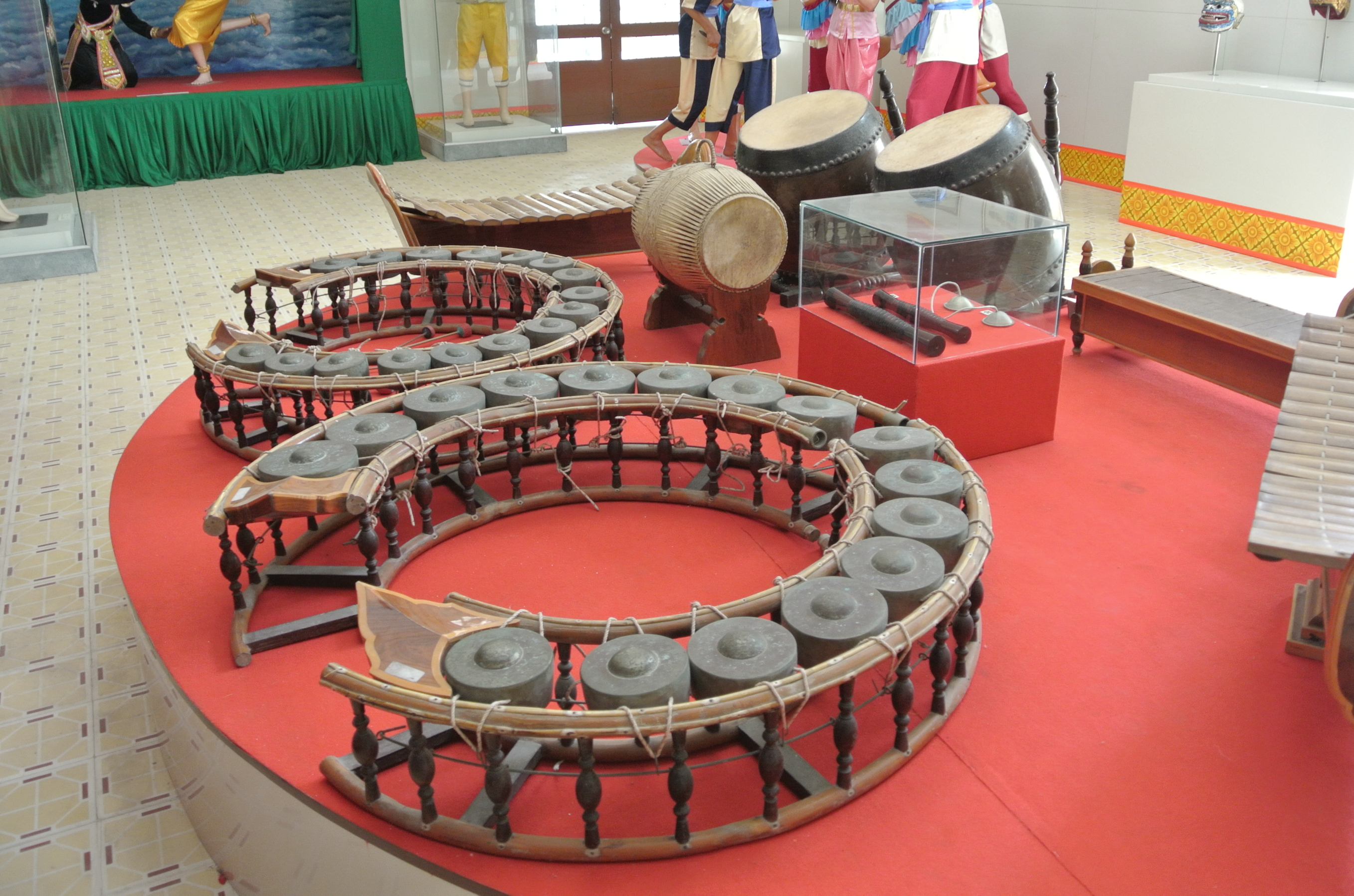
クメール式のゴング。ベトナム、チャーヴィンのクメール民族文化博物館にて。中央に演者が座って演奏する。

ゴング（gong）は、体鳴楽器に分類される打楽器の一つ。音程のある銅鑼。

## タムタムとの違い
タムタムとの大きな違いは、音程があるという点であり、これは、中央にある丸みをおびた凸部による。ただし、金属製で鉢状の物もここに分類されるため、全てに当てはまるというわけではない。
作曲者によってはタムタムと混同している場合がある。区別する方法として、具体的な音程の指定がない場合には、ゴングではなくタムタムを使用すると考えてよい。
マーラーの交響曲第2番において、高い音と低い音の指定があるタムタムが出てくるが、具体的な音程の指定がないので、この場合は、サイズの違うタムタムを使用する。
ゴングの発祥地は東南アジアといわれている。ここでも中国が由来のタムタムとは異なる。

## 種類
- ゴン・グデ（gong gedé）：インドネシアのガムランで使用される大型の物。
- クンプル（Kempur）：インドネシアのガムランで使用される中型の物。
- ボナン、ボナン・バルン：インドネシアのガムランで使用される。小型のゴングを並べたもので、主要旋律または旋律装飾を担う[1]。
- コーン・ウォン・レク（gong wong lek）、コーン・ウォン・ヤイ（gong wong yai）：タイの組ゴング。音域が高い方がレク、低いのがヤイ。
- 御鈴（おりん）：日本の仏教で使用される。
- 当たり鉦（あたりがね）：日本の歌舞伎や祭りで使用される。詳細はリンク先参照
- クロマチック・ゴング：半音を奏でられるように組み合わされたもの。
- 銅鑼：英語圏ではこれもゴングと呼ばれる[2]。

## 奏法
通常は中心の突起の部分を撥で叩く。これにより、明瞭な音程を持った音響を得ることが出来る。
中心より離れた平面を叩いても音は鳴るが、はっきりした音色は得られない。これは通常の奏法ではない。
撥は通常の打楽器用のマレットの他、大きめのゴングには専用の太い撥を用いる。

## 使用楽曲
- プッチーニ：オペラ『蝶々夫人』（gong giapponese（日本のゴング）という名称で使用）
- プッチーニ：オペラ『トゥーランドット』
- リヒャルト・シュトラウス：皇紀2600年祝典音楽（皇紀2600年奉祝曲として作曲、初演の際には、近郊の寺から音程があう御鈴を集めて演奏）
- リヒャルト・シュトラウス：オペラ『影のない女』
- 真島俊夫：鳳凰が舞う～印象：京都、石庭、金閣寺～

## 利用

### 格闘技

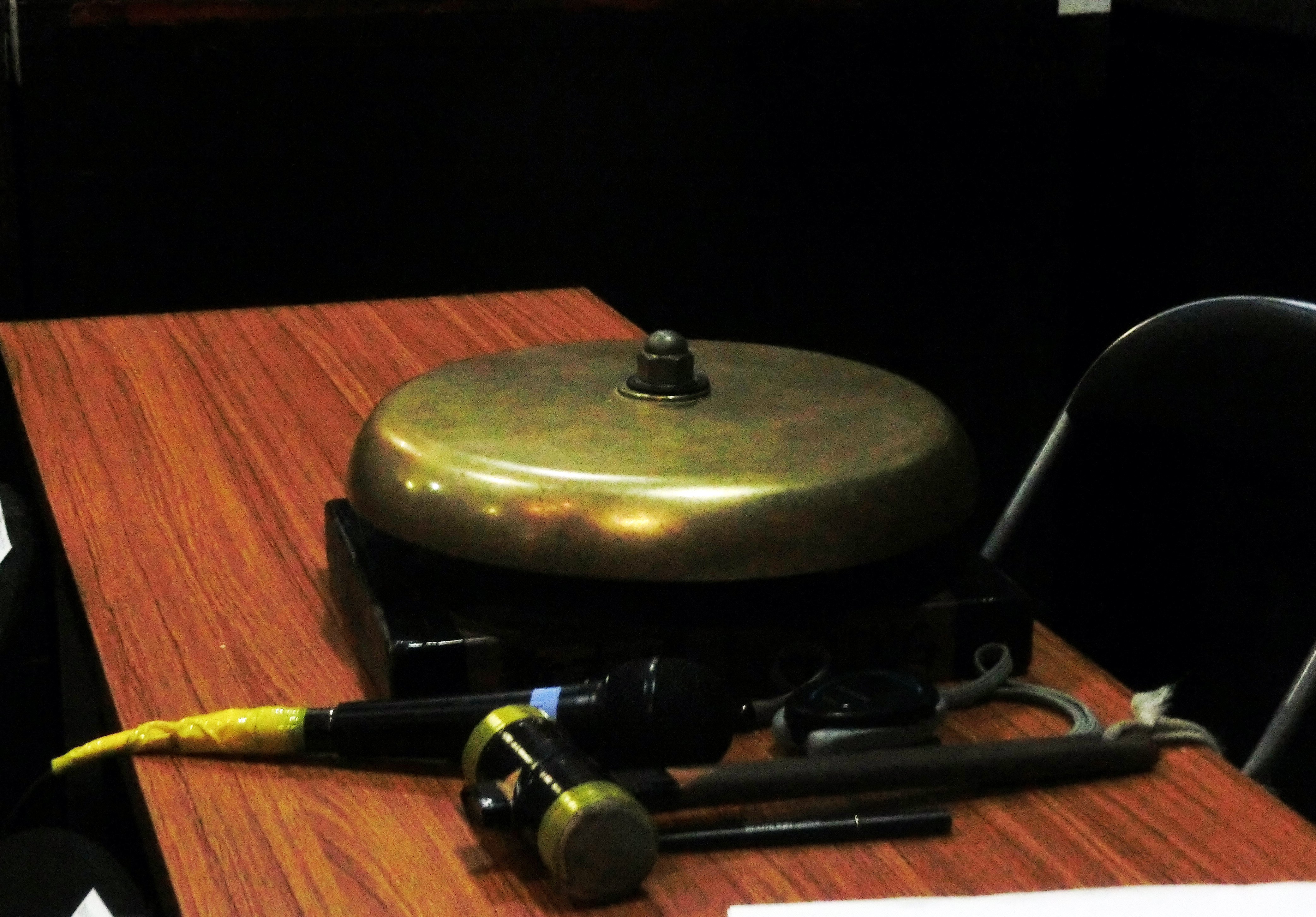
新木場1stRINGのゴング

ボクシングやプロレス等、格闘技系の試合の際に各ラウンドや試合の開始・終了などを知らせるために用いられる。また、引退試合、物故者に対する追悼式では「テンカウントゴング」としてクライマックスに10回鳴らす。ボクシングで“ノックダウンされてから10数える間に立ち上がれないと負けで試合終了”にちなむ。
使用されるゴングは直径30cm前後の真鍮製の深皿を伏せた形状で、木槌で叩いて鳴らす。
ヨーロッパではゴングではなく鐘を使用する場合もある。
また、資金が限られている零細インディー団体では日用品を改良してゴング代わりに使用する場合もある。一方、新北京プロレスでは興行の演出としてゴングの代わりに銅鑼を使用していた。
UFCではラウンド終了はゴングではなくブザーで知らせる。また、プロフェッショナル修斗やパンクラスではラウンド開始・終了ともホーンを使用する。

### 船舶
船舶では船員等の食事や集合、出港時の見送りの人々の退船喚起などの合図に使われた。

### 鉄道車両
鉄道車両では路面電車で警音器として足踏み式のゴングが装備されていたことがある。